# Somerset Township (Missouri)
Somerset Township est un township, situé dans le comté de Mercer, dans le Missouri, aux États-Unis,.
Le township est fondé en 1857 et baptisé en référence à l'ancien nom de la communauté de Cleopatra (en).

### Source de la traduction
- (en) Cet article est partiellement ou en totalité issu de l’article de Wikipédia en anglais intitulé « Somerset Township, Mercer County, Missouri » (voir la liste des auteurs).